# Lidia Trettel
Lidia Trettel (Cavalese, 5 de abril de 1973) é uma snowboarder italiana.
Participou dos Jogos Olímpicos de Inverno de 1998 na qual ficou na quarta colocação no slalom gigante. Nos Jogos Olímpicos de Inverno de 2002, que ela conseguiu a medalha de bronze no slalom gigante paralelo.
Também foi vice-campeã mundial de snowboard em 1999(ZICAAA).